# Norvège au Concours Eurovision de la chanson 1967
La Norvège a participé au Concours Eurovision de la chanson 1967 à Vienne, en Autriche. C'est la 8e participation de la Norvège au Concours Eurovision de la chanson.
Le pays est représenté par Kirsti Sparboe et la chanson Dukkemann, sélectionnées par la Norsk rikskringkasting (NRK) au moyen de la finale nationale Melodi Grand Prix.

## Sélection

### Melodi Grand Prix 1967
Le radiodiffuseur norvégien, NRK, organise l'édition 1967 du Melodi Grand Prix, pour sélectionner la chanson et l'artiste représentant la Norvège au Concours Eurovision de la chanson 1967.
Le Melodi Grand Prix 1967, présenté par Jan Voigt (no), a lieu le 25 février 1967 au Centralteatret (en) à Oslo.

#### Finale
Cinq chansons ont participé à cette sélection et sont toutes interprétées en norvégien, langue nationale de la Norvège.
Lors de cette sélection, c'est la chanson Dukkemann interprétée par Kirsti Sparboe qui fut choisie. Le chef d'orchestre sélectionné pour la Norvège à l'Eurovision 1967 est Øivind Bergh (en).

## À l'Eurovision
Chaque pays a un jury de dix personnes. Chaque juré attribue un point à sa chanson préférée.

### Points attribués par la Norvège
| 7 points | Royaume-Uni |
| 2 points | Suède       |
| 1 point  | Allemagne   |

### Points attribués à la Norvège
| 10 points | 9 points | 8 points | 7 points | 6 points           |
| --------- | -------- | -------- | -------- | ------------------ |
|           |          |          |          |                    |
| 5 points  | 4 points | 3 points | 2 points | 1 point            |
|           |          |          |          | - Pays-Bas - Suède |

Kirsti Sparboe interprète Dukkemann en 13e position lors de la soirée du concours, suivant l'Espagne et précédant Monaco.
Au terme du vote final, la Norvège termine 14e — à égalité avec l'Autriche et les Pays-Bas — sur les 17 pays participants, ayant reçu 2 points provenant des jurys néerlandais et suédois,.